# Manipulační vlak

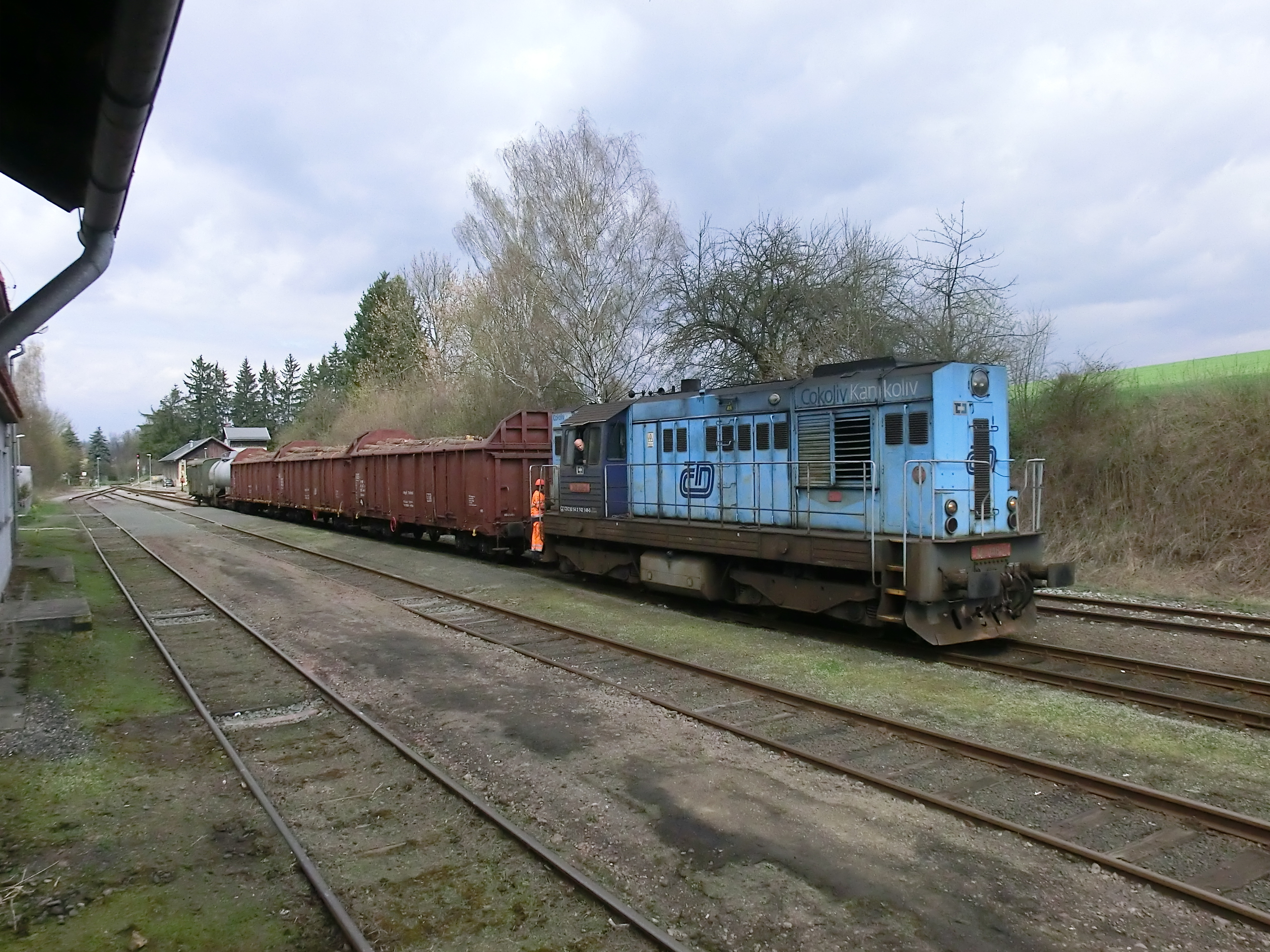
Manipulační vlak z Jablonce nad Jizerou do Martinic, zachycený na nádraží v Jilemnici. Soupravu vede lokotraktor 742.148 (vyroben v ČKD Praha v roce 1979).

Manipulační vlak je typ nákladního vlaku, kterým se náklad přepravuje na krátké vzdálenosti. Obvykle je dopraven na nejbližší nádraží, kde jezdí dálkové nákladní vlaky (nákladní expres, průběžný náklad). V Česku jsou manipulační vlaky na síti provozovatele dráhy Správy železnic označeny značkou Mn.